# Kenneth Arrow
Kenneth Joseph Arrow, född 23 augusti 1921 i New York i New York, död 21 februari 2017 i Palo Alto i Kalifornien, var en amerikansk nationalekonom som tillsammans med John Hicks belönades med Sveriges Riksbanks pris i ekonomisk vetenskap till Alfred Nobels minne 1972.

## Biografi
Arrow tog en doktorsexamen (Ph.D.) från Columbia University 1951. Han undervisade vid University of Chicago 1948–1949, vid Stanford University 1949–1968 och vid Harvard University 1968–1979, där han var verksam när han tilldelades ekonomipriset. 1979 återvände han till Stanford University där han innehade Joan Kenney-professuren i nationalekonomi och en professur i operationsanalys. Han gick i pension från Stanford 1991.
Arrow var ledamot av Econometric Society, American Economic Association (AEA), Institute of Mathematical Statistics och American Association for the Advancement of Science (AAAS). Han tilldelades John von Neumanns teoripris 1986 och National Medal of Science 2004.

## Insatser inom nationalekonomin
Arrows insatser inom nationalekonomin omfattade grundläggande bidrag inom allmän jämviktsteori, inom välfärdsteori och social choice-teori.
I en artikel publicerad 1951 visade Arrow att en konkurrensutsatt ekonomi i jämvikt är effektiv. Han visade också att en effektiv fördelning kan uppnås om en regering använder klumpsummeskatter för att omfördela mellan personer och sedan låter marknaden söka jämvikt. En slutsats av detta resultat är att om en regering väljer att omfördela inkomster bör den göra så direkt och inte genom prisregleringar som kan störa den fria marknaden. Slutsatserna i Arrows artikel är en av anledningen att många nationalekonomer är negativt inställda till prisregleringar.
1951 publicerade han också Arrows omöjlighetsteorem, där han med hjälp av grundläggande matematiska resonemang formulerade en vid denna tid förvånande slutsats gällande preferenser och kollektivt beslutsfattande när tre eller fler personer är inblandade. Teoremet anger att under vissa villkor gällande bland annat rationalitet, är det omöjligt att slå ihop de individuella preferenserna till en gemensam preferens på ett sätt som uppfyller ett antal rimliga villkor. Teoremet har fått betydelse även inom bland annat beslutsteori och demokratiforskning.
För sina insatser inom nationalekonomin belönades han med Sveriges Riksbanks pris i ekonomisk vetenskap till Alfred Nobels minne 1972, tillsammans med John Hicks. Prismotiveringen för Arrow och Hicks löd "för deras banbrytande insatser inom allmän ekonomisk jämviktsteori och välfärdsteori".
Några av Arrows mest uppmärksammade böcker är Social Choice and Individual Values (1951), Essays in the Theory of Risk Bearing (1971) och The Limits of Organization (1974).